# Vessel
Vessel – trzeci album studyjny amerykańskiego duetu muzycznego Twenty One Pilots, wydany 8 stycznia 2013 roku. Był to ich pierwszy album wydany w wytwórni Fueled by Ramen.

## Nagrywanie albumu
Większość utworów była nagrana z Gregiem Wellsem w Los Angeles. Utwory „Car Radio”, „Ode To Sleep”, „Holding On to You”, „Guns For Hands” i „Trees” pochodzą z albumu Regional at Best i zostały nagrane ponownie zmieniając trochę ich brzmienie (chórki w „Holding On to You”, usunięcie efektu autotune w „Trees”).

## Tytuł i grafika albumu
Okładka albumu przedstawia dwóch starszych mężczyzn – dziadków członków zespołu. Według Tylera Josepha, wokalisty zespołu, „Vessel (naczynie), czyli nasze ciało jest przedmiotem niosącym coś o wiele ważniejszego niż zewnętrzna skorupa, a kiedy umieramy, zostaje uwolnione i żyje dalej”.

## Lista Utworów
| Nr  | Tytuł utworu        | Długość |
| --- | ------------------- | ------- |
| 1.  | „Ode To Sleep”      | 5:08    |
| 2.  | „Holding On to You” | 4:23    |
| 3.  | „Migraine”          | 3:59    |
| 4.  | „House of Gold”     | 2:43    |
| 5.  | „Car Radio”         | 4:27    |
| 6.  | „Semi-Automatic”    | 4:14    |
| 7.  | „Screen”            | 3:49    |
| 8.  | „The Run and Go”    | 3:49    |
| 9.  | „Fake You Out”      | 3:51    |
| 10. | „Guns for Hands”    | 4:32    |
| 11. | „Trees”             | 4:27    |
| 12. | „Truce”             | 2:22    |
|     |                     | 47:44   |

## Styl albumu
Album jest utrzymany w różnych stylach muzycznych. Album rozpoczyna utwór – „Ode to Sleep” gdzie zwrotki utrzymane są w hip-hopowym klimacie, a refreny w indierockowym. „Car Radio” jest utworem utrzymanym w stylu rap rocka i rocka elektronicznego. Na płycie można znaleźć utwory pop rockowe („The Run and Go”, „Migraine”, „Guns for Hands”), indie folkowe („Screen”, „House of Gold”) czy synth popowe („Semi-Automatic”, „Fake You Out”).